# Vexatorella
Vexatorella är ett släkte av tvåhjärtbladiga växter. Vexatorella ingår i familjen Proteaceae.
Kladogram enligt Catalogue of Life:
| Vexatorella | \| \| Vexatorella alpina \| \| \| \| \| \| Vexatorella amoena \| \| \| \| \| \| Vexatorella latebrosa \| \| \| \| \| \| Vexatorella obtusata \| \| \| \| |
|             | \| \| Vexatorella alpina \| \| \| \| \| \| Vexatorella amoena \| \| \| \| \| \| Vexatorella latebrosa \| \| \| \| \| \| Vexatorella obtusata \| \| \| \| |
|             | Vexatorella alpina |
|             | |
|             | Vexatorella amoena |
|             | |
|             | Vexatorella latebrosa |
|             | |
|             | Vexatorella obtusata |
|             | |